# La venganza de Siete
La venganza de Siete (The Revenge of Seven en idioma inglés) es una novela literaria juvenil de ciencia ficción y la quinta parte de la serie Los legados de Lorien escrita por James Frey y Jobie Hughes bajo el pseudónimo de Pittacus Lore.
El libro es la secuela de La Caída de Cinco y fue publicado el 26 de agosto de 2014 por la editorial HarperCollins Publishers.
- Datos: Q18153521